# 小行星4640
小行星4640（英語：4640 Hara）是一颗围绕太阳公转的小行星。1989年4月1日，串田嘉男、村松修在八之岳发现了此天体。
这颗小行星的绝对星等为137.98678等。